# آرنولف شوک
آرنولف شوک (به انگلیسی: Arnulf of Chocques)، اسقف شهر اورشلیم در بین سال‌های ۱۱۱۲ تا ۱۱۱۸ بود. وی عضو یکی از فرقه‌های کوچک نظامی مذهبی بود که به همراه دوک رابرت کورتوس نورماندی در نخستین جنگ صلیبی حضور یافت. آرنولف احتمالاً مربی خواهر رابرت، سیسیلیا، رئیس صومعه زنان کان بود. آرنولف در ۱ اوت ۱۰۹۹، به‌عنوان اسقف اورشلیم منصوب شده اما آدهمار، نماینده پاپ در سرزمین‌های شرق، از تأیید مقام اسقفی او خودداری کرد؛ از این‌رو، او به‌عنوان معاون اسقف انتخاب شد. او طی این مدت به سه اسقف در کلیسای اورشلیم خدمت کرد تا سرانجام بار دیگر در سال ۱۱۱۲، به مقام اسقفی رسید. اگرچه روابط نزدیک وی با بالدوین اول، پادشاه اورشلیم داشت اما تصمیم وی دربارهٔ ازدواج بالدوین با آدلاید سیسیلی در سال ۱۱۱۵، که با جدایی آنها مخالف کرد، منجر به خلع او از مقام اسقفی از سوی بالدوین شد لذا او برخلاف عقیده و میل باطنی‌اش به دستور پاپ پاسکال دوم در سال ۱۱۱۷ ازدواج آنها را باطل اعلام کرد. اگرچه او سال‌ها صادقانه و لایق در خدمت امپراتوری نوخاسته اورشلیم بود اما قربانی کردن آدلاید در این توطئه، خصومتی دیرپای را میان نزدیک‌ترین قدرت‌ّای غربی با شرق لاتین برانگیخت. آرنولف سرانجام در سال ۱۱۱۸، اندکی پس از حمایت از جانشینی بالدوین دوم، درگذشت.